# Zero-insieme
In matematica, uno zero-insieme di una funzione è l'insieme formato dai punti in cui la funzione assume valore nullo. Più precisamente, data una funzione {\displaystyle f:X\rightarrow G}, dove {\displaystyle G} è un gruppo additivo, lo zero insieme di {\displaystyle f} è la controimmagine dell'elemento neutro:
{\displaystyle Z(f)=f^{-1}(0)\subseteq X}
I punti dello zero insieme corrispondono alle radici dell'equazione {\displaystyle f(x)=0}; l'insieme complementare di uno zero insieme è detto cozero-insieme, e corrisponde ai punti in cui la funzione assume valore non nullo. Gli zero insiemi sono utilizzati in molti settori della geometria e della topologia; a seconda dell'ambito di applicazione, vengono considerati in relazione a diversi tipi di funzione.
Solitamente l'insieme zero di una trasformazione lineare è detto nucleo.

## Topologia
In topologia vengono considerati gli zero insiemi delle funzioni continue, che possiedono alcune importanti caratteristiche: in particolare, gli zero insiemi sono sempre insiemi chiusi, mentre in generale non vale il viceversa; tramite gli zero insiemi è possibile caratterizzare i seguenti assiomi di separazione:
- uno spazio topologico {\displaystyle X} è completamente regolare se e solo se ogni suo insieme chiuso è l'intersezione di una famiglia di zero insiemi ovvero se e solo se i cozero insiemi formano una base di {\displaystyle X};
- uno spazio topologico {\displaystyle X} è completamente normale se e solo se ogni insieme chiuso è uno zero insieme, ovvero se e solo se ogni insieme aperto è un cozero insieme.

## Geometria differenziale
In geometria differenziale si considerano gli zero insiemi di funzioni lisce {\displaystyle f:\mathbb {R} ^{p}\to \mathbb {R} ^{n}}; se zero non è un punto critico della funzione, allora lo zero insieme di {\displaystyle f} definisce una varietà di dimensione {\displaystyle n-p}.

## Geometria algebrica
In geometria algebrica, lo zero insieme di una famiglia di polinomi è una varietà affine, mentre la proiettivizzazione degli zero insiemi di una famiglia di polinomi omogenei è una varietà proiettiva.